# Domingo de Iriarte y Nieves Ravelo
Domingo de Iriarte y Nieves Ravelo (ur. 18 marca 1739 w Puerto de la Orotava (obecnie Puerto de la Cruz) na Teneryfie, zm. 22 listopada 1795 w Gironie) – hiszpański dyplomata i radca stanu. Brat dyplomaty Bernarda de Iriarte y Nieves Ravelo (1735-1814).

## Życiorys
Od 1754 przez 15 lat urzędnik magistratu Madrytu (llamado). Początkową edukacją jego i braci zajmował się ich wuj, królewski bibliotekarz Juan de Iriarte y Cisneros (1702-1771).
Domingo nakomicie opanował łacinę i grekę, a także języki nowożytne: francuski, angielski, niemiecki i włoski. Dzięki temu kariera dworska stanęła przed nim otworem. Minister Jerónimo Grimaldi uczynił go paziem (Page de Cartera) w 1763, używając go jako posłańca między swym ministerium i sobą a królem Karolem III. 
Przez 10 lat był sekretarzem wiedeńskiej ambasady Hiszpanii, skąd przeniesiono go do Paryża, gdzie jako ambasador (od 1776 do 1784) urzędował hrabia Pedro de Aranda.
Następnie (1785) został ministrem-plenipotentem (Ministro plenipotenciario) w Polsce. Później Manuel Godoy oddelegował go do prowadzenia rozmów pokojowych z Francuzami.  W latach 1791–1792 był hiszpańskim Chargé d’affaires w Paryżu. Gdy w 1791 z francuskiej stolicy wyjechał ambasador Carlos José Gutiérrez de los Rios, Iriarte przejął całość spraw ambasady.
Od 15 grudnia 1793 do stycznia 1794 był hiszpańskim posłem w Rzeczypospolitej. Na początku 1794 ostrzegł pruskiego posła Buchholtza w Warszawie, przed planowanym przez Francuzów powstania w Polsce i na Węgrzech, czego sam dowiedział się od hiszpańskiego posła w Stambule.
Za zawarty na w miarę korzystnych warunkach pokój w Bazylei Karol IV Hiszpański wręczył mu Order Karola III i mianował w 1795 ambasadorem w Paryżu. Iriarte nie mógł jednak objąć stanowiska, ponieważ wskutek gruźlicy stan jego zdrowia pogorszył się i wkrótce zmarł.